# Тессар
Тессар — сімейство фотографічних об'єктивів, оптичну схему яких у 1902 році розробив Поль Рудольф (англ. Paul Rudolph), коли працював у оптичній компанії Zeiss. Тому таку оптичну схему називають Цейс Тессар (англ. Zeiss Tessar).
Оптична схема Тессар являє собою чотирьохлінзовий анастигмат, де чотири лінзи розташовані у трьох групах. За основу оптичної схеми Тесар узято триплет Кука, одна із лінз якого була замінена ахроматичною склейкою з двох лінз.
Радянська промисловість випускала серію об'єктивів, побудованих по оптичній схемі Тессар, під назвою «Индустар».